# 간다 (신토)

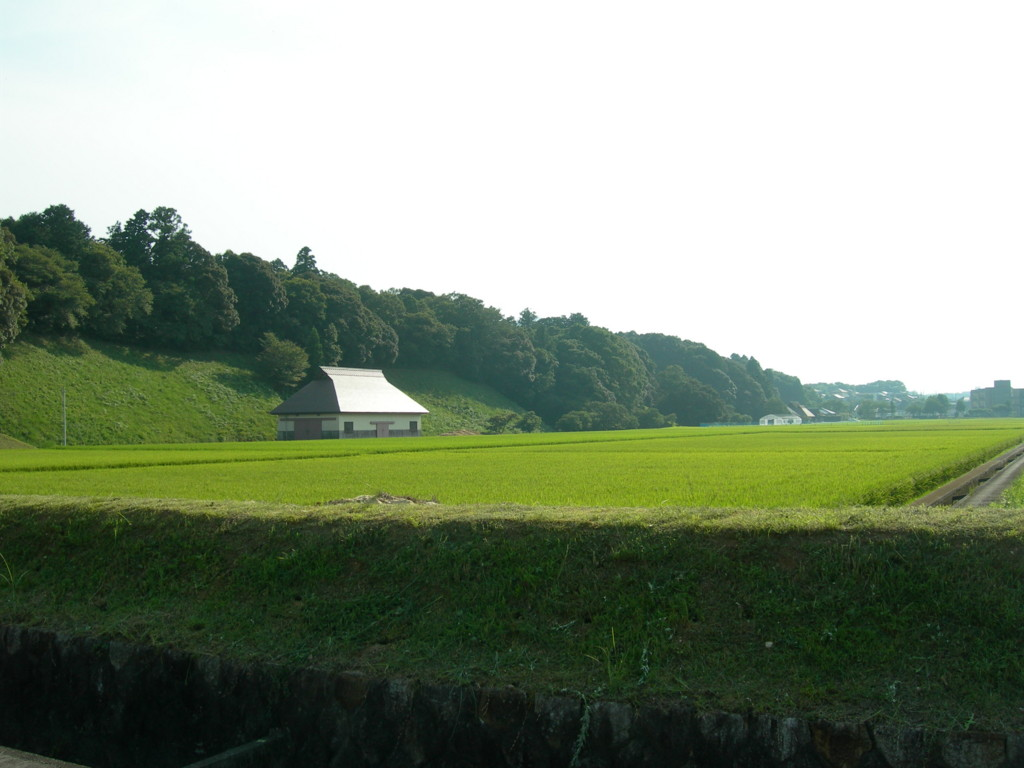

간다(神田)는 일본에서 신사가 소유하고 있던 논, 또는 신사에 바치는 벼를 경작하는 논을 의미한다. 여기서 이런 논이 있던 지역을 지명으로 차용한 사례가 많다. 비슷한 예로 '고베'(神戸)가 있다.